# 宜昌府
宜昌府，清朝湖北省的府。

宜昌府在湖北省的位置（1820年）

衝。隸荊宜道。總兵官駐。順治初，沿明制，為夷陵州，屬荊州府。雍正十三年（1735年）升為府，更名，屬湖北布政司，置東湖縣為治。鶴峰、長樂，降歸州及所屬長陽、興山、巴東來隸。光緒三十年（1904年），析荊宜施道為施鶴道，升鹤峰州為鶴峰直隸廳隸之。領州一，縣五：歸州、東湖縣、長陽縣、興山縣、巴東縣、長樂縣。